# سیارک ۸۷۳۵
سیارک ۸۷۳۵ (به انگلیسی: 8735 Yoshiosakai، نامگذاری:1997AA1) هشت هزار و هفتصد و سی و پنجمین سیارک کشف شده‌است که در ۲ ژانویه ۱۹۹۷ کشف شد.
قدر مطلق سیارک برابر ۱۲٫۷ است.